# Schwarzsches Spiegelungsprinzip
Das schwarzsche Spiegelungsprinzip (nach Hermann Schwarz) ist eine Aussage der Funktionentheorie über holomorphe Funktionen. Es erlaubt, unter gewissen Voraussetzungen, eine holomorphe Funktion durch Spiegelung an der reellen Achse holomorph fortzusetzen. Statt der Spiegelung an der reellen Achse,  kann man auch an einem Kreisrand spiegeln.

## Aussage
Es bezeichne {\displaystyle U\subset \mathbb {C} } eine offene Teilmenge (in der Teilraumtopologie) der abgeschlossenen oberen Halbebene {\displaystyle \{z\in \mathbb {C} \mid \mathrm {Im} \,z\geq 0\}}. Sei {\displaystyle f\colon U\longrightarrow \mathbb {C} } eine stetige Funktion, die auf {\displaystyle \{z\in U\mid \mathrm {Im} \,z>0\}} holomorph ist und auf {\displaystyle U\cap \mathbb {R} } nur reelle Werte annimmt. Dann ist die gespiegelte Funktion
{\displaystyle {\tilde {f}}(z):=\left\{{\begin{matrix}f(z),&z\in U,\\{\overline {f({\overline {z}})}},&z\in {\overline {U}},\end{matrix}}\right.}
holomorph auf {\displaystyle U\cup {\overline {U}}}, wobei {\displaystyle {\overline {U}}=\{z\in \mathbb {C} \mid {\overline {z}}\in U\}}.

## Beweisidee
Die Aussage folgt leicht aus dem Satz von Morera. Dazu muss man nur zeigen, dass das Integral von {\displaystyle {\tilde {f}}} über jedes in {\displaystyle U\cup {\overline {U}}} gelegene abgeschlossene Dreieck verschwindet.
Für Dreiecke, die ganz in {\displaystyle \{z\in U\mid \mathrm {Im} \,z>0\}} oder ganz in {\displaystyle \{z\in {\overline {U}}\mid \mathrm {Im} \,z<0\}} liegen, folgt dies sofort aus der angenommenen Holomorphie. Für Dreiecke, die einen Punkt oder eine Seite mit der reellen Achse gemeinsam haben, folgt die Aussage mit einem Stetigkeitsargument, indem man das Dreieck etwas nach oben bzw. unten verschiebt.